# Ла-Ферьер-Аран
Ла-Ферье́р-Ара́н (фр. La Ferrière-Harang) — коммуна во Франции, находится в регионе Нижняя Нормандия. Департамент коммуны — Кальвадос. Входит в состав кантона Ле-Бени-Бокаж. Округ коммуны — Вир.
Код INSEE коммуны — 14264.

## Население
Население коммуны на 2010 год составляло 311 человек.
| 1962 | 1968 | 1975 | 1982 | 1990 | 1999 | 2010 |
| ---- | ---- | ---- | ---- | ---- | ---- | ---- |
| 443  | 377  | 351  | 302  | 266  | 282  | 311  |

## Экономика
В 2010 году среди 187 человек трудоспособного возраста (15—64 лет) 152 были экономически активными, 35 — неактивными (показатель активности — 81,3 %, в 1999 году было 77,4 %). Из 152 активных жителей работали 126 человек (67 мужчин и 59 женщин), безработных было 26 (12 мужчин и 14 женщин). Среди 35 неактивных 13 человек были учениками или студентами, 11 — пенсионерами, 11 были неактивными по другим причинам.